# Анказомириотра
Анказомириотра (на малгашки: Ankazomiriotra) е селище и община в централен Мадагаскар, регион Вакинанкаратра, окръг Бетафо. Населението на общината през 2001 година е 34 118 души.